# Миссия sui iuris на островах Теркс и Кайкос
Миссия sui iuris на островах Теркс и Кайкос (лат. Missio sui iuris Turcensium et Caicensium) — миссия sui iuris Римско-католической церкви c центром в городе Коберн-Таун, Теркс и Кайкос. Миссия входит в митрополию Нассау.

## История
10 июня 1984 года Святой Престол учредил миссию sui iuris на островах Теркс и Кайкос, выделив её архиепархии Нассау.
Миссия находится в пастырском попечении архиепархии Ньюарка и входит в Конференцию католических епископов Антильских островов.

## Ординарии миссии
- архиепископ Lawrence Aloysius Burke S.J. (10.05.1984 — 17.10.1998);
- архиепископ Теодор Маккэррик (17.10.1998 — 21.11.2000) — назначен архиепископом Вашингтона;
- архиепископ John Joseph Myers (24.07.2001 — по настоящее врем)я.

## Источник
- Annuario Pontificio, Libreria Editrice Vaticana, Città del Vaticano, 2003, ISBN 88-209-7422-3